# ماريو خوسيه غارسيا
ماريو خوسيه غارسيا (بالإسبانية: Mario García Rodríguez)‏ هو لاعب كرة الماء إسباني، ولد في 15 يوليو 1983 في مدريد في إسبانيا.

## وصلات خارجية
- ماريو خوسيه غارسيا على موقع اللجنة الأولمبية الدولية (الإنجليزية)
- ماريو خوسيه غارسيا على موقع أوليمبيديا (الإنجليزية)